# Ассарак
Ассарак (грец. Assarakos) — персонаж давньогрецької міфології; цар дарданів; син Троса та німфи Каллірої. Був братом Іла — засновника Трої і Ганімеда, якого Зевс зробив своїм виночерпцем.
Одружився з Ієромнемою. А за іншими версіями — з Клітодорою. Батько Капіса і дід Анхіса.
За часи правління Ассарака дарданській царський рід розділився на дві гілки: Ассарак і його нащадки продовжували царювати в Дарданії, а Іл і його нащадки правили щойно заснованою Троєю.
Римляни називали себе gens Assaraci — «нащадки Ассарака».
Також ім'я «Ассарак» пов'язане з містом Ассара, що в Мігдонії.